# Херб Брукс Арена
Херб Брукс Арена (англ. Herb Brooks Arena) — крытый стадион, одна из трёх ледовых арен Олимпийского центра в нью-йоркском городе Лейк-Плэсид (США). В 1980 году здесь произошло «Чудо на льду».

## История

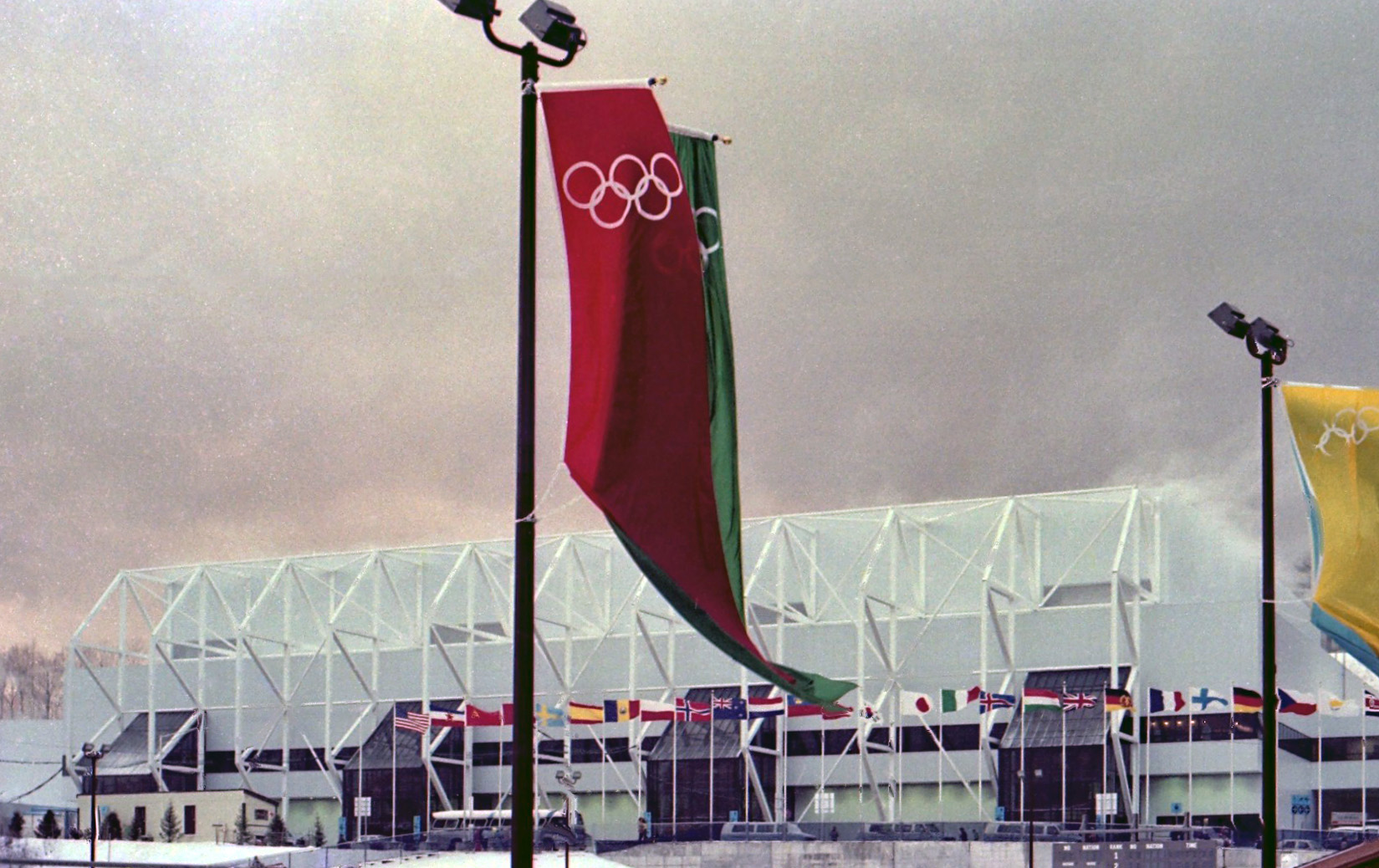
Херб Брукс Арена. Внешний вид. 1980 год.

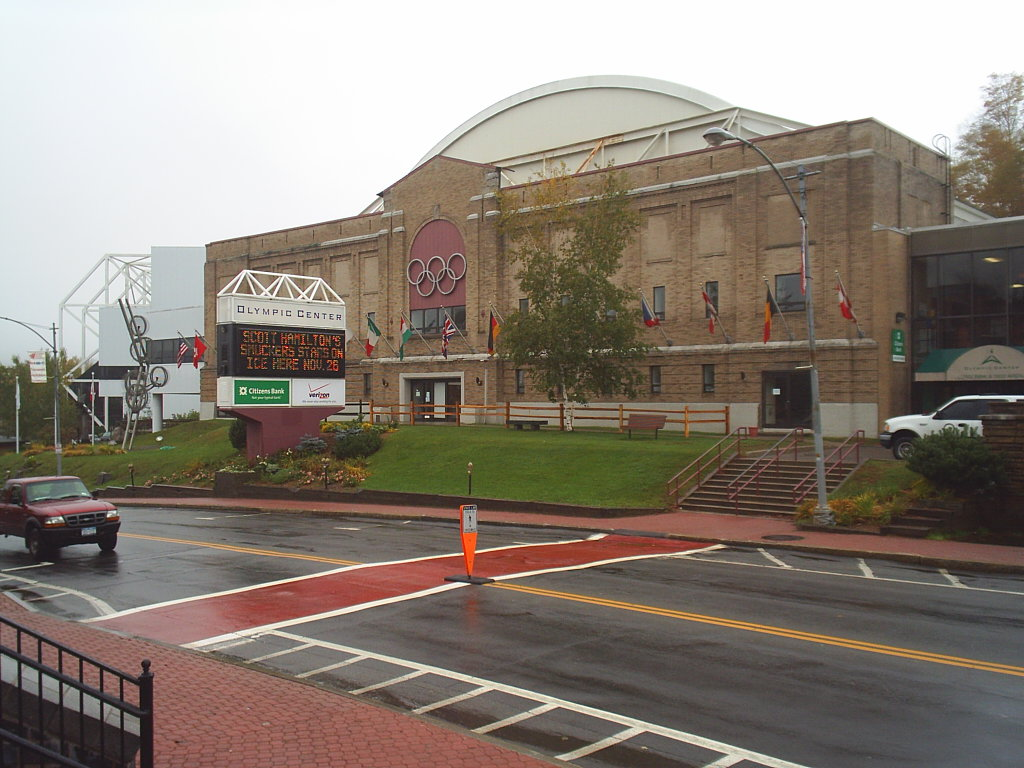
Джек Ши Арена. Слева видно Херб Брукс Арену (белое здание).

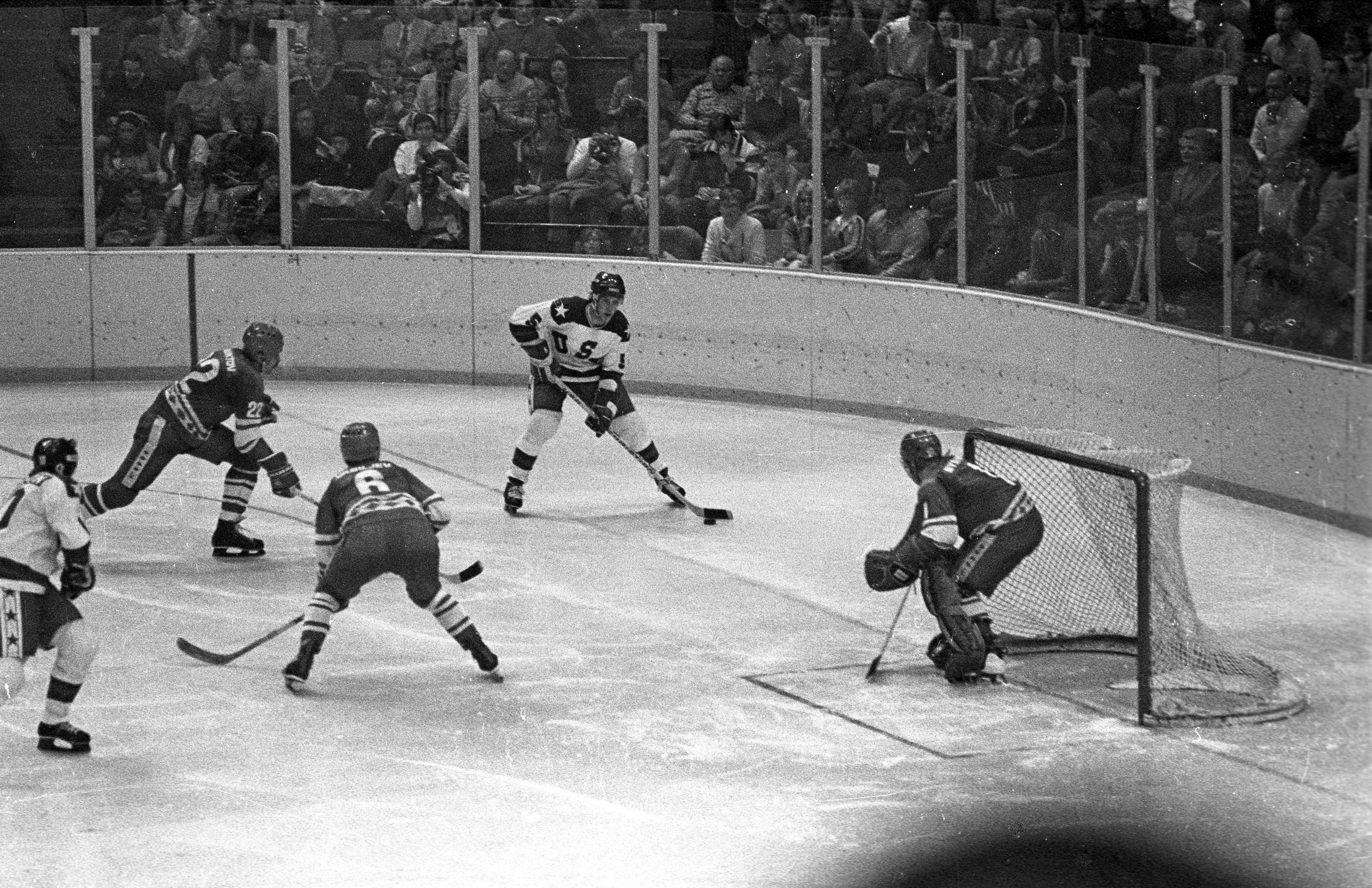
Матч США-СССР на зимних Олимпийских играх 1980 года

Для Зимних Олимпийских игр 1932 года была построена арена получившая название Olympic Center . Во время Игр на арене прошли полностью соревнования по фигурному катанию и 6 из 12 игр в рамках соревнований по хоккею с шайбой.
Перед Зимними Олимпийскими играми 1980 года арена была реконструирована. В 1977 году рядом с ней началось строительство второй арены, именуемой также Fieldhouse Olympic вместимостью 7700 мест, завершившейся в 1979 год. Новая арена была соединена крытым переходом со старой ареной и подземным туннелем с расположенным через дорогу Олимпийским катком, что позволило использовать её возможности и конькобежцам. Во время Игр на новой арене проходили соревнования по хоккею с шайбой и фигурному катанию, а также церемония закрытия. 22 февраля в рамках хоккейного турнира был сыгран матч между сборными США и СССР завершившийся победой североамериканцев со счётом 4-3 и получивший впоследствии название «Чудо на льду» (англ. Miracle on Ice). Старая арена принимала только соревнования по хоккею.
В 2000 году на новой арене в рамках Зимних Игр доброй воли прошли соревнования по фигурному катанию и шорт-треку.
В 2005 году в ознаменование 25-й годовщины американской победы, новая арена была названа в честь покойного Херба Брукса «Herb Brooks Arena», который тренировал команду США во время Олимпийских игр 1980 года. Старую арену называют «Jack Shea Arena».
Арена неоднократно принимала решающие турниры студенческих хоккейных чемпионата США. В 1970 году на старой, а 1984 и 1988 (годах на новой арене проходил финал NCAA Men’s Ice Hockey Championship широко известны как «Замороженная четвёрка» (англ.  Frozen Four). В 2007 году прошёл финал аналогичного женского турнира NCAA Women’s Ice Hockey Championship. С 1993 по 2004 год ежегодно в марте принимала финальный турнир ECAC Hockey. В июле 2011 ECAC объявила что в сезонах 2013-14, 2014-15 и 2015-16 снова проведёт финальный турнир на Херб Брукс Арене.
Хоккейная команда Адирондак Тандер из Гленс-Фолса использовала арену для проведения нескольких игр, когда на её основной арене «Глен Фоллс Цивик Центр» проходили баскетбольные игры школьного чемпионата среди старшеклассников. В конце 1940-х годов хоккейная команда Lake Placid Roamers Лейк-Плэсид Роумерс проводила домашние игры на арене.